# John William Stout
John William Stout (Dearborn (Michigan), 21 maart 1957) is een Amerikaans componist, muziekpedagoog en dirigent.

## Levensloop
Stout studeerde compositie en orkestdirectie bij Leslie Bassett, William Bolcom en William Albright aan de Universiteit van Michigan  in Ann Arbor. Sinds 1977 is hij aan dezelfde universiteit als docent en later als professor werkzaam en dirigent van de Marching Band. 

### Werken voor harmonieorkest
- 1975 Folk Tales
- 1979 Bolero
- 1980 Midnight Race
- 1981 Royal Escapades
- 1983 Golden Anniversary Day
- 1986 Voyager
- 1987 Ann Arbor Portraits, voor jazz-ensemble en harmonieorkest
- 1987 Hoe Down
- 1987 Mackinac Suite
- 1988 All Quiet on the Western Front
- 1989 Paladin, concertmars
- 1991 Images of Childhood
- 1991 Jamaican Folk Song Fantasy
- 1992 Bacchanal
- Stratford Suite
- Woodland Marches

### Kamermuziek
- 1984 Election Day, voor twee blazers-ensembles
- 1987 American Fantasy, voor koper-ensemble
- 1992 The Moon Garden, voor blazers-ensemble en slagwerk

## Publicaties
- John W. Stout: Band Arrangements and Copyright- Read This!, in: National Federation of State High School Associations (NFHS) Music Association Journal, Volume 10, Nr. 2